# Ducati 400SS

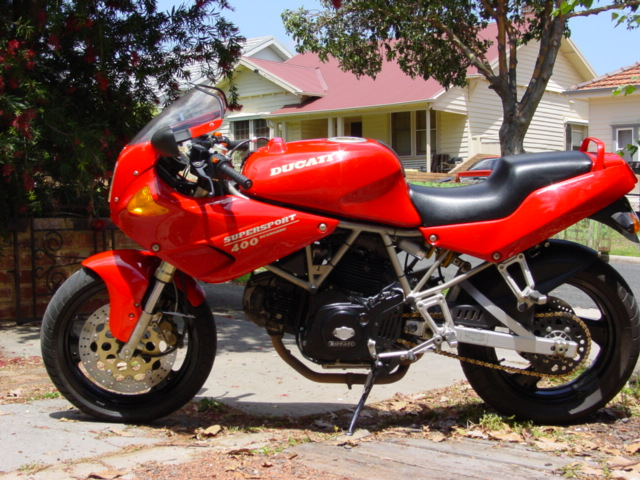
Ducati 400SS

Die 400SS ist ein Motorradmodell des italienischen Herstellers Ducati.
Die 350/400er SS-Modelle waren aufgrund der dort herrschenden Führerscheinregelungen hauptsächlich für den japanischen sowie italienischen Markt gedacht. Optisch unterscheiden sie sich nur geringfügig von den restlichen Modellen. Am auffälligsten ist die 2-in-1-Auspuffanlage (wie sie allerdings auch an der 600er Verwendung findet) sowie die Einscheiben-Bremsanlage.

## Technische Daten
- Baujahr: 1991–1993
- Zylinder: L2, 4Takt
- Hubraum: 350/400 cm³
- Kühlung: Öl/Wasser
- Leistung: 26–34 kW / 36–46 PS
- Drehmoment max: 33 Nm bei 7500/min
- Leergewicht: 173 kg
- Getriebe: 6-Gang
- Höchstgeschwindigkeit: 180 km/h
- Vergaser: 38 mm Mikuni
- Tankinhalt (mit Reserve): 17,5 Liter